# Pałac w Pomarzanowicach
Pałac w Pomarzanowicach – zabytkowy neobarokowy pałac z 1891 r., znajdujący się w Pomarzanowicach, w powiecie poznańskim, w województwie wielkopolskim.
Dobra w Pomarzanowicach do połowy XIX wieku należały do rodziny Daleszyńskich. W 1850 roku majątek odkupił Maksymilian Jackowski. Pałac został wybudowany pod koniec XIX wieku, według projektu Kazimierza Skórzewskiego. Budynek stanął w miejscu dawnego dworu, dla prezesa Centralnego Towarzystwa Gospodarczego dla Wielkiego Księstwa Poznańskiego, Tadeusza Jackowskiego. Gościem pałacu w tym okresie była m.in. Helena Modrzejewska. W latach 20. XX wieku, gdy właścicielem był syn Tadeusza, Tadeusz Junior, majątek liczył 520 hektarów. Na początku lat 70. XX w. zespół pałacowy wszedł w posiadanie Państwowego Gospodarstwa Rolnego. Wówczas pałac przeszedł remont i został podzielony na biura oraz mieszkania pracownicze.
Pałac zbudowano w stylu neobarokowym. Środkową część wieńczy dwuspadowy dach ze szczytami z wolutami i sterczynami. Frontowa elewacja poprzedzona jest czterokolumnowym portykiem toskańskim.
Pałac otacza zabytkowy park o powierzchni 4 ha.